# Sveriges ambassad i Hanoi
Sveriges ambassad i Hanoi är Sveriges diplomatiska beskickning i Vietnam som är belägen i landets huvudstad Hanoi. Beskickningen består av en ambassad, ett antal svenskar utsända av Utrikesdepartementet (UD) och lokalanställda. Ambassadör sedan 2024 är Johan Ndisi.

## Historia
Sverige var det första västland som etablerade diplomatiska relationer med dåvarande Nordvietnam, i januari 1969. Våren 1975 undertecknade svenska staten ett arrendeavtal på 60 år för en ambassadtomt i Hanoi som omfattande 9 500 kvadratmeter och därefter uppfördes själva byggnaderna mellan 1977 och 1980 efter ritningar av arkitekten Bertil Falck. Anläggningen omfattar sju byggnader i en eller två våningar. Ambassadsresidenset ligger på samma tomt som själva ambassaden. I dag har Sverige även ett honorärt generalkonsulat i Ho Chi Minh-staden.
Den 22 december 2010 meddelade Sveriges regering att den beslutat att stänga ambassaden av ekonomiska skäl under 2011. Den 22 september 2011 beslutade regeringen att avvecklingen av ambassaden skulle avbrytas och verksamheten fortsätta.

## Fastighet
- Byggår: 1977–1980
- Arkitekter: Bertil Falck
- Besöksadress: 2 Nui Truc Street, Ba Dinh-distriktet

## Beskickningschefer
| Namn                  | Period    | Funktion               | Anmärkning                                           |
| --------------------- | --------- | ---------------------- | ---------------------------------------------------- |
| Tord Hagen            | 1960–1964 | Ambassadör             | Sidoackrediterad i Saigon från ambassaden i Bangkok. |
| Åke Sjölin            | 1964–1967 | Ambassadör             | Sidoackrediterad i Saigon från ambassaden i Bangkok. |
| –                     | 1968–1968 | Ambassadör             | Vakant                                               |
| Arne Björnberg        | 1969–1972 | Ambassadör             | Sidoackrediterad i Hanoi från ambassaden i Peking.   |
| Kaj Falkman           | 1971–1971 | T.f. chargé d’affaires |                                                      |
| Jean-Christophe Öberg | 1970–1972 | Chargé d’affaires      |                                                      |
| Jean-Christophe Öberg | 1972–1974 | Ambassadör             |                                                      |
| Bo Kjellén            | 1974–1977 | Ambassadör             |                                                      |
| Tom Tscherning        | 1977–1980 | Ambassadör             |                                                      |
| Ragnar Dromberg       | 1980–1984 | Ambassadör             |                                                      |
| Carl-Erhard Lindahl   | 1985–1989 | Ambassadör             |                                                      |
| Birgitta Johansson    | 1989–1991 | Ambassadör             |                                                      |
| Mats Åberg            | 1991–1994 | Ambassadör             |                                                      |
| Börje Ljunggren       | 1994–1997 | Ambassadör             |                                                      |
| Gösta Edgren          | 1997–2000 | Ambassadör             |                                                      |
| Marie Sjölander       | 2000–2003 | Ambassadör             |                                                      |
| Anna Lindstedt        | 2003–2006 | Ambassadör             |                                                      |
| Rolf Bergman          | 2006–2010 | Ambassadör             |                                                      |
| Staffan Herrström     | 2010–2011 | Ambassadör             |                                                      |
| Gunnar Klinga         | 2011–2012 | Chargé d’affaires      |                                                      |
| Camilla Mellander     | 2012–2016 | Ambassadör             |                                                      |
| Pereric Högberg       | 2016–2019 | Ambassadör             |                                                      |
| Ann Måwe              | 2019–2024 | Ambassadör             |                                                      |
| Johan Ndisi           | 2024–idag | Ambassadör             |                                                      |